# Parafia św. Michała Archanioła w Pawłowie
Parafia św. Michała Archanioła w Pawłowie – rzymskokatolicka parafia znajdująca się w Pawłowie. Parafia należy do dekanatu Pietrowice Wielkie i diecezji opolskiej.
Wieś należała pierwotnie do parafii w Starej Wsi i już w XV wieku istniał tu drewniany filialny kościół. Później znajdowało się tu również probostwo, ale dwukrotnie spaliło się (w 1684 i 1791). Prośbę o usamodzielnienie się od Starej Wsi wystosowano w 1834 a potwierdzono to w 1839. Rok później rozpoczęto budowę probostwa, a pierwszy proboszcz przybył w 1841.
Obecnie istniejący budynek kościoła z początków XX wieku wpisano do rejestru zabytków 5 października 2020 (nr rej. A/708/2020).